# Pepe Habichuela
José Antonio Carmona Carmona, connu sous le nom de Pepe Habichuela, né à Grenade en 1944, est un guitariste espagnol faisant partie de la grande dynastie flamenca des Habichuela.

## Famille
En espagnol habichuela signifie « haricot vert» : les Habichuela ont été affectueusement surnommés ainsi, probablement en raison de leur minceur. La saga des Habichuela guitaristes a commencé avec son grand-père : "Habichuela el Viejo" (à qui il a emprunté son surnom), et s'est poursuivie avec son père José Carmona ("Tío José Habichuela"), puis ses trois frères Juan Habichuela (1933-2016), Carlos et Luis, tous guitaristes renommés. Et enfin son fils José Miguel Carmona (surnommé Josemi Carmona "Machuka"), avec lequel il a enregistré son deuxième album "Habichuela en rama" (« Habichuela brut de fonderie », mais avec le jeu de mots possible « Haricot en branche »). Josemi est par ailleurs l’un des fondateurs du célèbre groupe Ketama avec les neveux de Pepe Juan José Carmona Amaya El Camborio et Antonio Carmona Amaya (les fils de son frère Juan Habichuela).

## Biographie
Pepe Habichuela apprend la guitare flamenca avec Vicente Escudero et le maestro Sabicas.
Ses débuts professionnels se sont déroulés à Grenade dans les grottes de Sacromonte, connues pour les concerts flamenco qui s’y déroulent. Puis il déménage à Madrid pour jouer dans des « tablaos » (ou cafés chantants), dont le fameux tablao « Torres Bermejas », où il accompagne Camarón de la Isla, Pepe Marchena et Juanito Valderrama. Il a aussi joué avec Paco de Lucía.
Il a été le premier artiste flamenco à enregistrer un disque sous le label indépendant Nuevos Medios.
Mais le grand tournant de sa carrière sera sa collaboration avec le chanteur Enrique Morente dans les années 1970. Avec lui, il enregistre un disque en hommage au cantaor Antonio Chacón (Homenaje a D. Antonio Chacón, Hispavox, 1977, réédité en 1996); ce disque leur a permis de remporter le Grand Prix national du disque en 1975 (Premio Nacional de discografía). À partir de ce moment le duo enregistrera plusieurs disques (« Despegando », « Negra si tu supieras »), considérés par le public et les spécialistes comme de grands albums classiques ou "révolutionnaires", marquants en tout cas, dans l'histoire du flamenco.
Bien qu'il soit souvent considéré comme l'un des derniers grands représentants du flamenco "classique", et de la riche période des années 60 à 90, il a accompagné et joue encore avec les plus grands cantaores/-ras de la nouvelle génération: de Miguel Poveda à Rocío Márquez, en passant par Pitingo (es), Estrella Morente ou Arcángel (Francisco José Arcángel Ramos (es))... Comme il le dit : « étant moi-même un guitariste plus ancien qui a fait ses armes dans une époque bien différente de la nôtre, c'est pour moi à chaque fois un émerveillement de voir que ces jeunes me réclament ».
Au-delà du flamenco classique, il a aussi contribué à ouvrir le flamenco à la fusion avec d'autres genres musicaux, en collaborant avec des artistes importants du jazz (Dave Holland ou Don Cherry), de la musique indienne (Nitin Sawhney, ou The Bollywood Strings en 2001, puis la sitariste Anoushka Shankar, fille de Ravi Shankar, pour l'album fusion qu'elle a sorti en 2010 : Traveller ), ou même de la musique baroque (collaboration avec L'Arpeggiata de la luthiste et théorbiste autrichienne Christina Pluhar). Il commente ainsi ces différentes ouvertures: « pour mêler cette musique [flamenca] avec d'autres styles et d'autres instruments, il faut d'abord écouter beaucoup de flamenco classique d'artistes qui étaient aussi révolutionnaires en leur temps comme Pepe Marchena, Juanito Valderrama, Pepe Pinto ou Manuel Torres ».
En 2018, le ministère de la culture espagnol lui décerne la médaille d'or du mérite des beaux-arts.

## Enregistrements
- Homenaje a D. Antonio Chacón (A tribute to D. Antonio Chacón) / Enrique Morente & Pepe Habichuela - 1 CD 1977
- A Mandeli / Pepe Habichuela - 1 CD 1983
- Habichuela en rama / Pepe Habichuela - 1 CD 1997
- Yerbagüena /Pepe Habichuela & The Bollywood Strings -1 CD 2001
- Nuevos Medios Colección / Pepe Habichuela - 1 CD 2003
- Hands / Pepe Habichuela & Dave Holland - 1 CD 2010
- Flamenco. Esencias (Flamenco. Essences) / Pepe Habichuela - 1 livre 1997